# セルゲイ・オシポビッチ・マイゼル
セルゲイ・オシポビッチ・マイゼル（ロシア語:  Сергей Осипович Майзель,1907年12月14日 - 1955年7月5日）はソ連の物理学者で、照明工学の専門家。ソ連科学技術者（1944年）とII級のスターリン賞（1946年）の名誉を与えられた労働者だった。

## 経歴
メイゼルは名誉ある市民であった。1906年にサンクトペテルブルグ大学を卒業し、1909年にゲッティンゲン大学で訓練を受けた。1906-1930年にサンクトペテルブルク鉱業研究所で採掘技術者として働いた。1908-1918年には高等コースで同時に教えられた。彼は裁判所顧問の階級を持っていた。
1920年以来、彼は国家光学研究所でアルバイトをしていた。1930-1952年には、モスクワの電気技術研究所（1951年以来、照明工学研究所、VNISI）で働いていた。1932年、モスクワ・パワー・エンジニアリング・インスティテュート（MPEI）で作業を始め、照明工学部門を指揮した。
彼の主な研究は、光量の構築、測色の基礎、停電の問題、光測定の方法、様々な種類の作業のための照明の標準化、新しい光源の開発の物理的基礎に専念している。彼は色覚の理論を開発した。
彼は、光束の定義を視覚によって推定される発散のパワーと批判した。彼が提案した物理的定義は国際的に認められていた。小さな明るさの測光のために彼が提案した新しい「同等の明るさ」の値は、基本的な測光値の系統（1963年）に含まれていた。彼は雑誌に 電気、照明工学（編集委員の一員）と書いている。Mayzelは、ソビエトの照明工学学校の創設において主導的な役割を果たした。